# 1711 au Canada
Pour un article plus général, voir Chronologie du Canada.
Cet article traite des événements qui se sont produits durant l'année 1711 au Canada.

## Événements

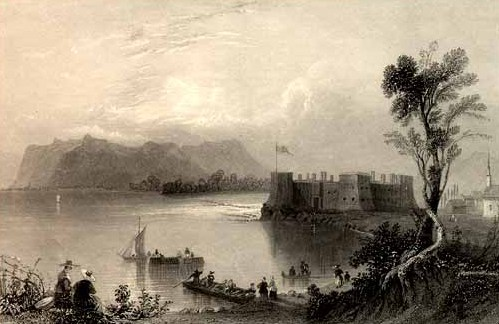
Reconstruction du Fort Chambly complété en 1711

- 21 juin : victoire des abénakis sur les Britanniques à la bataille de Bloody Creek (en)[1]. Ils ne réussissent pas à soutenir un siège à Port-Royal.
- 30 juillet : l’expédition Walker mené par Hovenden Walker part de Boston pour conquérir la ville de Québec[2].
- 22 août : les navires de l’expédition Walker mené par Hovenden Walker échouent sur l’Île aux Œufs[2].

- À la suite de la déroute de l’expédition Walker, l’église Notre-Dame-de-la-Victoire à Québec est renommée Église Notre-Dame-des-Victoires[2].
- La construction du Fort Chambly est complété[3].

## Naissances
- 16 juin : François-Louis de Pourroy de Lauberivière, évêque de Québec  († 16 août 1740).
- 19 août : Daniel Liénard de Beaujeu, militaire  († 9 juillet 1755).
- 19 août : Edward Boscawen, amiral anglais  († 10 janvier 1761).
- 7 décembre : Jacques-Michel Bréard, membre du conseil souverain  († 22 juin 1775).
- Luc de la Corne, militaire et marchand  († 1er octobre 1784).

## Décès
- 4 février : Thierry Beschefer, missionnaire jésuite (° 25 mars 1630).
- 7 février : Simon-Pierre Denys de Bonaventure, gouverneur de l’Acadie (° 22 juin 1659).
- Avril : Jacques Bigot (jésuite) (° 26 juillet 1651).
- 19 juin : Charles-Amador Martin, deuxième prêtre né en Nouvelle-France (° 7 mars 1648).
- 21 juillet : Raymond Blaise Des Bergères de Rigauville, militaire (° 1655).
- 14 septembre : Claude Aveneau, missionnaire jésuite (° 25 décembre 1650).
- Claude Barrat : greffier à Plaisance, Terre-Neuve (° 1658).
- Augustin Rouer de la Cardonnière, membre du conseil souverain (° 13 juin 1664).